# أوغستين سميث كلايتون
أوغستين سميث كلايتون (بالإنجليزية: Augustin Smith Clayton)‏ (و. 1783 – 1839 م)هو سياسي، ومحامي من الولايات المتحدة الأمريكية . ولد في فريدريكسبيورغ .
وهو عضو في الحزب الديمقراطي الأمريكي .
توفي في أثينا .

## التعليم
تعلم في جامعة جورجيا.